# Cypholomia amphisula
Cypholomia amphisula är en fjärilsart som beskrevs av Edward Meyrick 1934. Cypholomia amphisula ingår i släktet Cypholomia och familjen Crambidae. Inga underarter finns listade i Catalogue of Life.